# Martin Strömberg (seglare)
Martin Strömberg, född 3 april 1982, är en professionell havskappseglare och vinnare av Volvo Ocean Race 2011-2012 med det franska laget Groupama.
Martin Strömberg har deltagit i Volvo Ocean Race tre gånger. Han seglade runt jorden för första gången som 25-åring ombord på den svenska båten Ericsson 3 som slutade 4:a i Volvo Ocean Race 2008-09. I den följande upplagan av tävlingen var han en del av det franska vinnarlaget Groupama.
I Volvo Ocean Race 2014-15 var Martin vaktkapten på den kinesiska båten Dongfeng Race Team. Tävlingen avslutades då med målgång i Martins hemstad Göteborg och Dongfeng Race Team slutade på tredjeplats i den totala poängtabellen i havskappseglingen. 
Efter 2015 siktar Strömberg på att skapa ett nytt lag som ska vara på startlinjen i nästa upplaga Volvo Ocean Race som startar 2017. Där vill han ha med fler svenska seglare ombord. 
Martin är uppväxt på Orust och har studerat på seglargymnasiet i Lerum. Hans moderklubb är Stenungsunds Seglarsällskap. 